# Đại học Bách khoa Wrocław
Đại học Bách khoa Wrocław (tiếng Ba Lan: Politechnika Wrocławska, thành lập với tên băng iếng Đức: Technische Hochschule Breslau) là một trường đại học kỹ thuật tự trị ở Wrocław, Ba Lan. Với các khu trường sở nằm ở một số thành phố khác, các cơ sở chính của nó là thu thập tại một vị trí trung tâm gần Plac Grunwaldzki, bên cạnh sông Oder. Trường cũng điều hành ba chi nhánh khu vực trong Jelenia Góra, Legnica, và Wałbrzych.
Trường đang đào tạo hơn 32.000 sinh viên trong 50 chương trình đào tạo cử nhân, thạc sĩ và tiến sĩ. Mỗi năm hơn 4.000 sinh viên tốt nghiệp, với hơn 80.000 sinh viên tốt nghiệp kể từ ngày thành lập trường. Đội ngũ cán bộ của trường bao gồm hơn 2000 cán bộ học thuật và 2.000 cán bộ công nhân viên quản lý. Ngày nay, trường được xếp hạng là một trong các trường đại học kỹ thuật tốt nhất ở Ba Lan - tỷ lệ cao trong bảng xếp hạng hàng năm của các trường đại học Ba Lan. Gần đây, trường được  công bố là trường đại học kỹ thuật tốt nhất ở Ba Lan lần thứ hai liên tiếp trong bảng xếp hạng Ba Lan lâu đời nhất của trường giáo dục đại học được thực hiện bởi tạp chí "Wprost" (năm 2006 và 2007). Ngoài ra, các trường đại học được xếp hạng đầu tiên trong nhóm các công nghệ hiện đại (chuyên ngành: khoa học máy tính, điện tử, khoa học vật liệu) theo xếp hạng của Where to study?.
Trường đứng thứ 430 trong bảng xếp hạng 2011 Webometrics Ranking of World Universities 185, thứ 185 ở châu Âu và thứ 9 khu vực miền Trung Âu và Đông Âu.

## Các khoa
- Khoa Kiến trúc

Kiến trúc và Quy Hoạch Thành phố, không gian kinh tế
- Khoa Kỹ thuật Xây dựng

Xây dựng
- Khoa Hóa học

Công nghệ sinh học, Hóa học, Hóa chất và Quy trình kỹ thuật, Vật liệu Khoa học & Kỹ thuật, Công nghệ Hóa chất
- Khoa Điện tử

Kỹ thuật điều khiển và Rô bốt, Điện tử và Viễn thông, Khoa học Máy tính, Teleinformatics
- Khoa Kỹ thuật Điện

Điều khiển Cơ khí và Rô bốt, Điện, năng lượng tái tạo
- Khoa Khai thác mỏ, địa kĩ thuật và Địa chất

Khai khoáng và Địa chất
- Khoa Kỹ thuật môi trường

Kỹ thuật Môi trường, Bảo vệ môi trường
- Khoa Khoa học Máy tính và Quản lý

Khoa học Máy tính, Quản lý và Tiếp thị
- Khoa Cơ khí và năng lượng

Cơ khí và Xây dựng máy, Cơ Khí Điện
- Khoa Cơ khí

Điều khiển Cơ khí và Robotics, Xây dựng, Giao thông vận tải, quản lý và sản xuất Kỹ thuật Cơ khí và máy
- Khoa vấn đề cơ bản của công nghệ

Toán học, Vật lý, Vật liệu, Vật lý kỹ thuật, Khoa học Máy tính
- Khoa Vi Điện tử và Quang tử

Điện tử viễn thông